# Гі I де ла Рош
Гі I де ла Рош (фр. Guy Ier de La Roche; 1205–1263) — 2-й герцог Афінський в 1225—1263 роках.

## Життєпис
Походив зі шляхетського роду де ла Рош з пфальцграфства Бургундія. Старший син Понса III де ла Роша. Народився 1205 року в родинному замку Ла Рош-сюр-л'Оньон. У 1211 році з родиною перебрався до Афінського герцогства, невдовзі отримав титул сеньйора Фів. Здобув освіту та політичні знання при дворі свого стрийка — герцога Отона I.
У 1225 році  Оттон I повернувся до пфальграфства Бургундія з дружиною і дітьми, передавши владу над герцогством Гі. Активно сприяв розвитку шовкового виробництва в Фівах і торгівлі з Венецією і Генуєю.
У 1240 році Гі I передав половину Фів в управління свому зятю — Белі де Сент-Омер. У 1248 році допоміг Вільгельму II, князю Ахейському у захопленні порту Монемвасії.
1251 року викупив в свого брата Отона сеньйорію Аргоса і Навплії за 15 тис. гіперперонів та передачу власних володінь в пфальграфстві Бургундія. 1256 року під час Війни за евбейську спадщину підтримав риархів з родів дела Карчері і да Верона у протистоянні з Вільгельмом II Ахейським. Проте останній спочатку захопив сеньйорію Негропонте, а навесні 1258 року ахейське військо у битві біля гори Каріді завдало поразки Гі I та його союзникам. Відступивши до Фіви, герцог Афінський отаборився у Фівах, де згодом вимушений був здатися. Вільгельм II поставив питання про позбавлення його титулу правителя Афін. Для цього він відправив його на суд своїх баронів в місті Ніклу.
Ахейський князь ініціював збори баронів герцогства для позбавлення Гі I титулу й влади. Проте зібрання в Ніклі відмовилося того судити, відправивши на суд французького короля. За його відсутності в Афінському герцогстві урядував Вільгельм II. У 1259 році Гі I поїхав до двору французького Людовика IX, де постав перед його судом. Той не знайшов причин позбавити Гі його титулу і володінь, і за ним було закріплено титул герцога. Більш того, король підкреслив, що Гі I й Вільгельм II абсолютно рівноправні володарі.
1260 року Гі I повернувся до Афінського герцогства, де дізнався, що ахейський князь потрапив у полон до нікейського імператора Михайла VIII. Того ж року регентка Ахейського князівства Ізабелла надала Гі I посаду байлі (цивільного намісника) князівства, чим було посилено його вплив на півдні Греції. На цій посаді герцог Гі I домагався звільнення Вільгельма II з полону, що сталося 1262 року. 1261 року, коли Константинополь було відвойовано Михайлом VIII, латинський імператор Балдуїн II знайшов притулок в Афінах.
Помер Гі I де ла Рош 1263 року. Він був похований в монастирі Дафні. Трон спадкував його син Жан I.

## Родина
Дружина — Агнеса, донька Гуго де Брюера, барона Каританії
Діти:
- Жан (д/н—1280),3-й герцог Афінський
- Вільгельм (д/н—1287), 4-й герцог Афінський
- Аліса (д/н—1282 р.), дружина Жана II д'Ібеліна, сеньйора Бейрута
- Маргарита (д/н—після 1293), дружина Генріха I, графа Водемона.
- Ізабелла (д/н—до 1291), дружина: 1) Жоффруа де Брюер, барон Каританії; 2) Гуго де Брієна, графа Лечче
- Катерина, дружина Карло ді Лагонесу, сенешаля Сицилії